# Sineugraphe boursini
Sineugraphe boursini là một loài bướm đêm trong họ Noctuidae.